# Heterochaenia rivalsii
Espèce
Classification phylogénétique
Heterochaenia rivalsii est une espèce de plantes de la famille des Campanulaceae. Cette espèce est endémique de La Réunion. Le genre Heterochaenia est lui-même endémique de l'île.

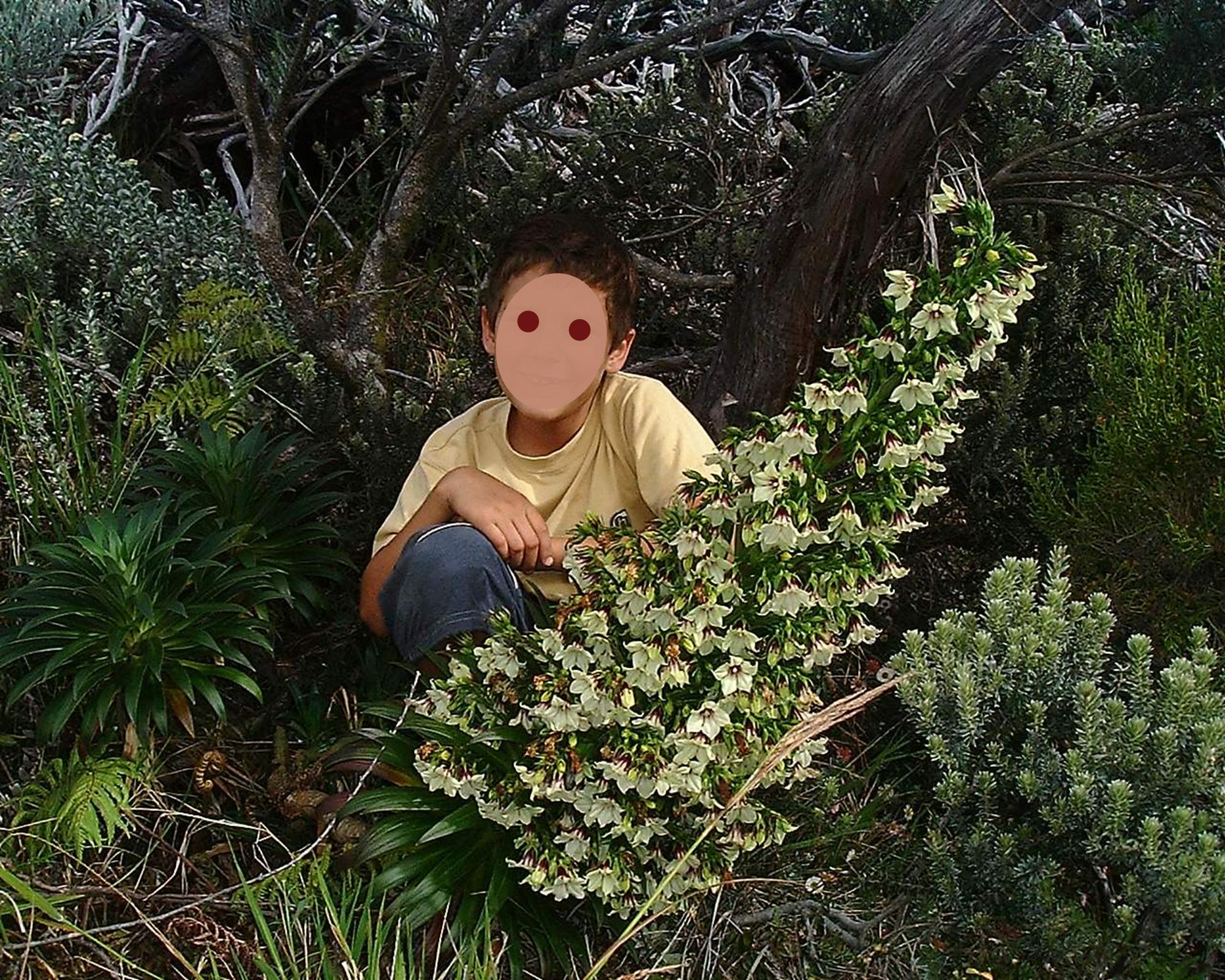
Une plante entière en floraison. L'enfant donne l'échelle. Deux pieds non florifères sont visibles à l'arrière

Elle n'a été décrite que récemment et on ne lui connaît pas de nom vernaculaire. Elle se présente pendant plusieurs années sous la forme d'une tige simple de quelques décimètres surmontée d'un bouquet de feuilles. Elle commence sa floraison de manière spectaculaire en formant une inflorescence dépassant souvent un mètre de hauteur et portant de nombreuses fleurs de même allure que les clochettes de campanules, de couleur crème soulignée de lignes violettes. La floraison épuise la plante qui meurt après avoir libéré ses graines. Les fruits sont monocarpiques.
Cette espèce fréquente les falaises ou les berges des ravines dans les forêts humides de montagne.
C'est une espèce de plantes protégée qu'il est interdit de cueillir ou de détruire.